# Indicador de la velocidad aérea

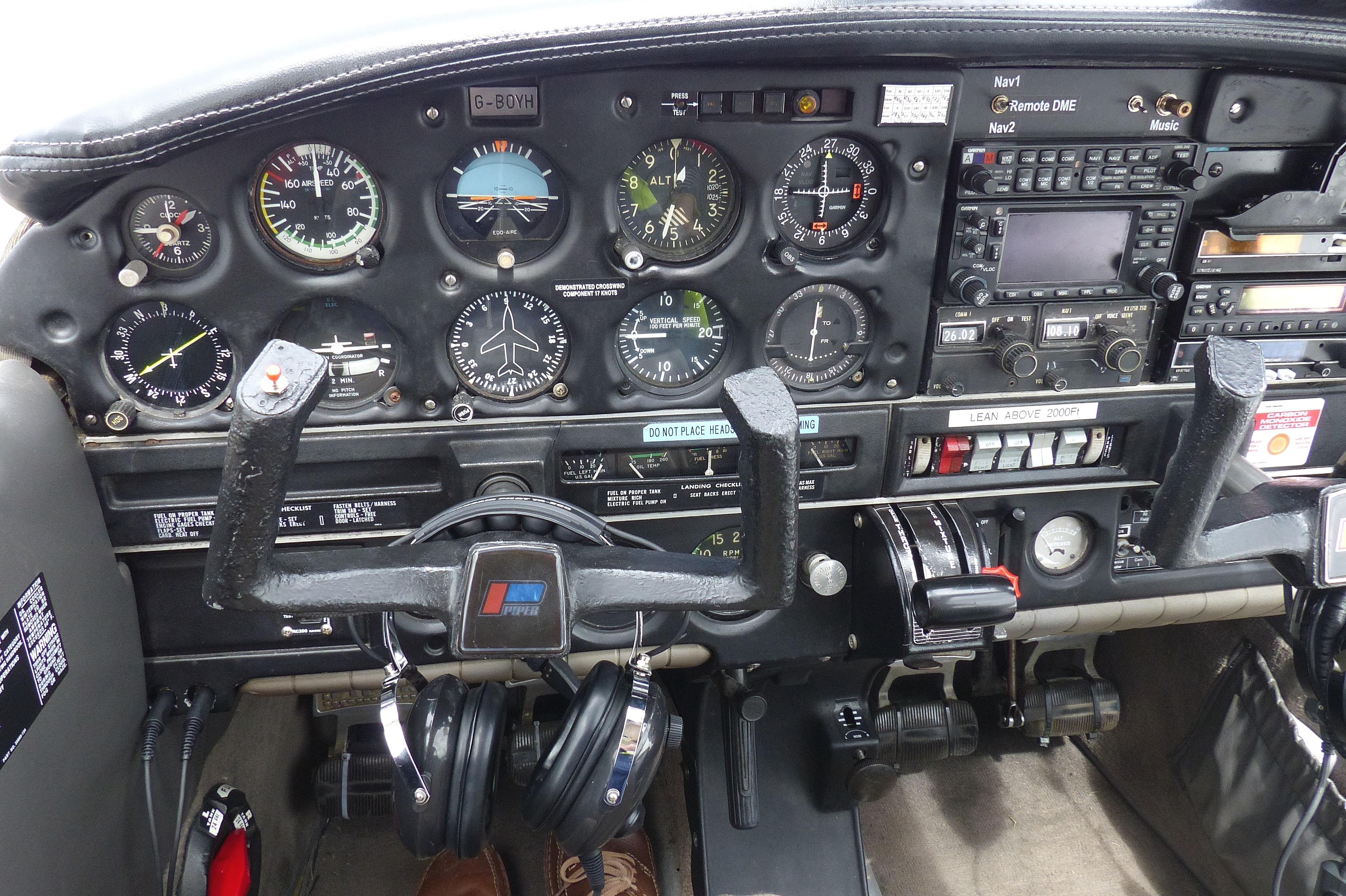
Indicador de velocidad aerodinámica, de este Piper PA-28 Cherokee Warrior, se ve en la fila superior de instrumentos, segundo desde la izq.

El indicador de la velocidad aérea o anemómetro es un instrumento que sirve para medir la velocidad de acuerdo con la masa de aire registrada alrededor de la aeronave, empleando sensores colocados en zonas estratégicas del fuselaje.
Los instrumentos para indicar la velocidad de vuelo emplean parámetros para medir la velocidad en millas por hora (mph), o en algunos casos, en nudos (kts).